# Лісове господарство Бутану

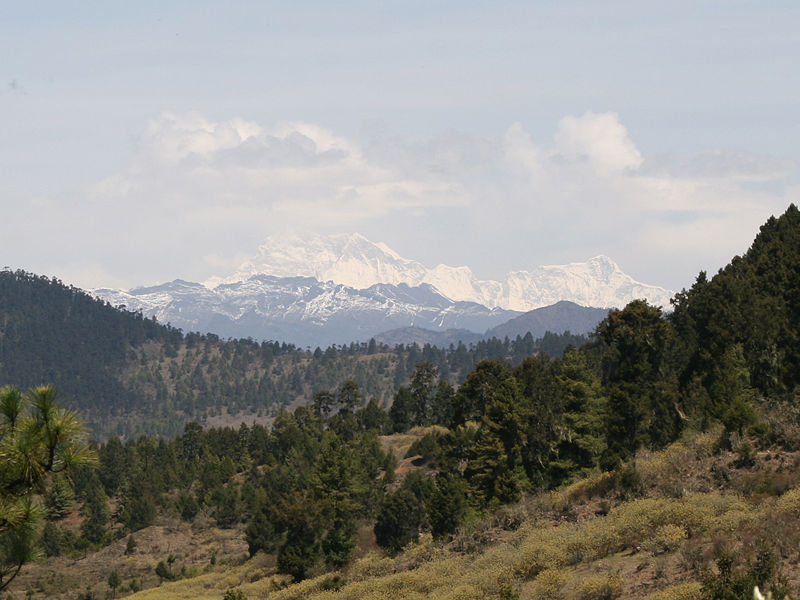
Ліса в Бутані

Бутан багатий лісами і природною рослинністю. Розташування Бутану в східних Гімалаях, з його субтропічними рівнинами і альпійським ландшафтом, надає йому більше опадів, ніж сусідам на заході, що суттєво сприяє зростанню лісів. Ліси містять численні листяні і вічнозелені породи дерев, починаючи від тропічних листяних порід до дубових і соснових лісів.
Невелика численність населення і слабкий розвиток промисловості сприяли збереженню лісів. Уряд проводить природоохоронну політику, що має вирішальне значення для навколишнього середовища.
У 1952 році для контролю за збереженням та експлуатацією лісових ресурсів країни був утворений департамент лісового господарства. Неконтрольована вирубка дерев в 1970-х роках приватними компаніями і сільським населенням викликала серйозну ерозію. Лісові пожежі і надмірний випас худоби також сприяли зменшенню ресурсів лісового господарства.
У 1971 році в Kalikhola на півдні Бутану була створена школа лісового господарства. У 1977 році вона була переведена в Таба на півночі долини Тхімпху . У школі давали базову освіту в галузі лісового господарства та лісокористування і готували працівників лісового господарства та лісників.
У 1981 році близько 33 000 км², або 70-74% території, було покрито лісами, але в 1991 році, за закордонними оцінками, цей показник зменшився до 60-64%. Навіть за найскромнішими підрахунками в 2010 році не менше 50% території Бутану було покрито лісами. В кінці 1980 року лісовою промисловістю було вироблено близько 15% ВВП країни.
За даними ООН, за десятиліття з 1978 по 1987 рік у Бутані в середньому вироблялося майже 3,2 млн м³ круглого лісу та 5 тис. м³ пиломатеріалів за рік. З цього числа майже 80% застосовувалося для виробництва паперу, шпону, фанери, ДСП і дров, а решта направлялася на будівництво житла та інші громадські роботи.
До будівництва гідроелектростанцій деревина була майже єдиним джерелом палива для опалення, приготування їжі та освітлення. Так як електроенергія не була доступна по всій країні, уряд створював у районі сіл плантації дерев, які використовували для повсякденних потреб, що сприяло збереженню лісів.
Починаючи з 1977 року, Всесвітній фонд дикої природи почав надавати підтримку лісовому господарству Бутану шляхом організації програм навчання лісників, поставок засобів для демаркації кордонів лісу, будівництва постів охорони і патрульних шляхів, а пізніше допоміг в організації Королівського національного парку Манас (англ. Royal Manas National Park). У 1986 році Бутан відхилив пропозицію Світового банку щодо фінансування будівництва греблі на річці Манас-Чу, що призвело б до затоплення цього великого заповідника на півдні країни. До 1989 року Бутан організував ще дев'ять заказників, в основному розташованих уздовж південного кордону з Індією.
У 1991 році уряд, за сприяння ПРООН і Всесвітнього фонду дикої природи, створив цільовий фонд збереження навколишнього середовища. Початковий розмір фонду становив 20 млн доларів США. Фонд спрямовував до 1 млн доларів США в рік на навчання в галузі лісового господарства та екології, аналіз і реалізацію планів управління охоронюваними районами, а також підтримку державного екологічного бюро, програм інформування громадськості та комплексних програм збереження та розвитку лісового господарства.